# Aléxisz Alexiu
Aléxisz Alexiu (görögül: Αλέξης Αλεξίου; Szaloniki, 1963. szeptember 8. –) görög válogatott labdarúgó, hátvéd, edző.

## Pályafutása

### Klubcsapatban
1983 és 1986 között az Apóllon Kalamariász csapatában játszott. 1986 és 1990 között az Olimbiakósz játékosa volt, melynek tagjaként bajnokságot, kupát és szuperkupát nyert. 1990 és 1997 között a PAÓK Szalonikit erősítette. 

### A válogatottban
1989 és 1995 között 10 alkalommal szerepelt a görög válogatottban. Részt vett az 1994-es világbajnokságon.

## Sikerei, díjai
Olimbiakósz
- Görög bajnok (1): 1986–87
- Görög kupagyőztes (1): 1989–90
- Görög szuperkupagyőztes (1): 1987

## Külső hivatkozások
- Aléxisz Alexiu adatlapja a National-Football-Teams.com oldalon (angolul)

- Aléxisz Alexiu (angol nyelven). FootballDatabase.eu
- Aléxisz Alexiu (angol nyelven). eu-football.info
- Aléxisz Alexiu (német nyelven). kicker.de
- Aléxisz Alexiu adatlapja a worldfootball.net oldalon (angolul)